# Berguecythere
Berguecythere is een geslacht van kreeftachtigen uit de klasse van de Ostracoda (mosselkreeftjes).

## Soort
- Berguecythere insularis Coimbra, Bottezini & Machado, 2013